# کوربی (ایندیانا)
کوربی (به انگلیسی: Curby) یک منطقهٔ مسکونی در ایالات متحده آمریکا است که در شهرستان کرافورد، ایندیانا واقع شده‌است. کوربی ۲۳۱٫۹۶ متر بالاتر از سطح دریا واقع شده‌است.